# Дёминский сельсовет (Оренбургская область)
Дёминский сельсовет — сельское поселение в Пономарёвском районе Оренбургской области Российской Федерации. Административный центр — посёлок Река Дёма.

## История
9 марта 2005 года в соответствии с законом Оренбургской области № 1909/346-III-ОЗ образовано сельское поселение Дёминский сельсовет, установлены границы муниципального образования.

## Население
| 2010 | 2012 | 2013 | 2014 | 2015 | 2016 | 2017 |
| ---- | ---- | ---- | ---- | ---- | ---- | ---- |
| 656  | ↗679 | ↗698 | ↗727 | ↗731 | ↘730 | ↗744 |
| 2018 | 2019 | 2020 | 2021 |      |      |      |
| ↗753 | ↗774 | ↗790 | ↗792 |      |      |      |

## Состав сельского поселения
| № | Населённый пункт | Тип населённого пункта          | Население |
| - | ---------------- | ------------------------------- | --------- |
| 1 | Река Дёма        | посёлок, административный центр | ↗792      |